# ABB (empresa)
ABB (acrônimo de Asea Brown Boveri) é uma empresa multinacional com sede em Zurique, Suíça. A empresa atua nos segmentos de automação e eletrificação. O Grupo ABB resulta da fusão de duas empresas em 1988: a sueca Asea e a suíça Brown, Boveri & Cie.
A ABB opera em mais de 100 países e emprega aproximadamente 147.000 pessoas. Suas ações estão listadas nas bolsas de valores de SIX Swiss Exchange, Bolsa de Valores de Estocolmo e New York Stock Exchange.
O maior acionista da empresa é a família Wallenberg, através da holding Investor AB. Jacob Wallenberg integra no conselho diretores da empresa. O resto do patrimônio líquido é distribuído a um número estimado de 290.000 acionistas.

## Historia

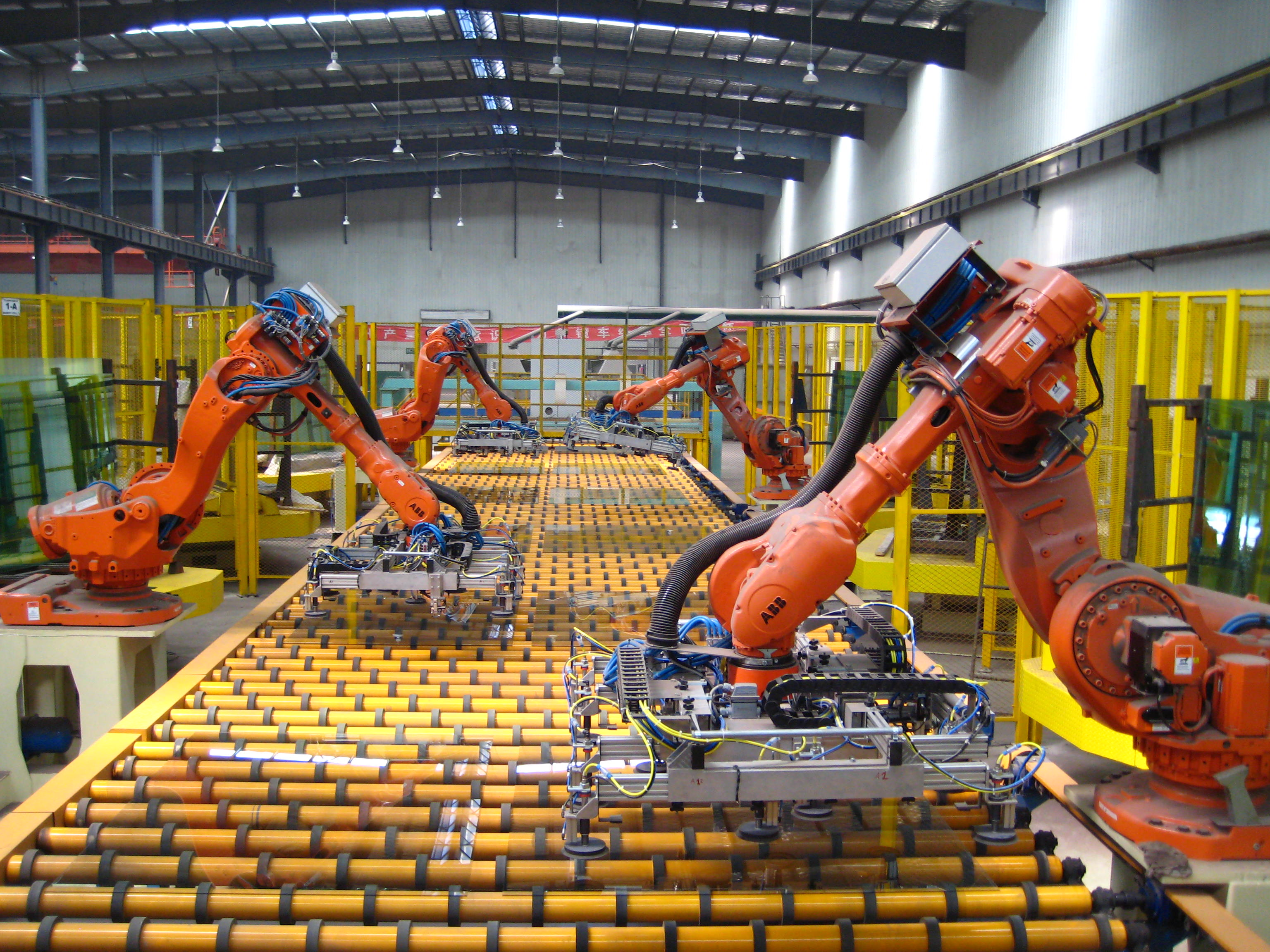
Robôs industriais da ABB.

O grupo ABB foi formado em 1988, quando a sueca Asea e a suíça Brown Boveri & Cie. (BBC) uniram-se adotando o nome ABB. A história da Asea teve início em 1883. A BBC foi fundada em 1891. Mais da metade das receitas da ABB são provenientes dos mercados europeus, quase um quinto da Ásia, do Oriente Médio e África, sendo que um quarto das receitas são provenientes dos mercados das Américas do Norte e do Sul.

## ABB no Brasil

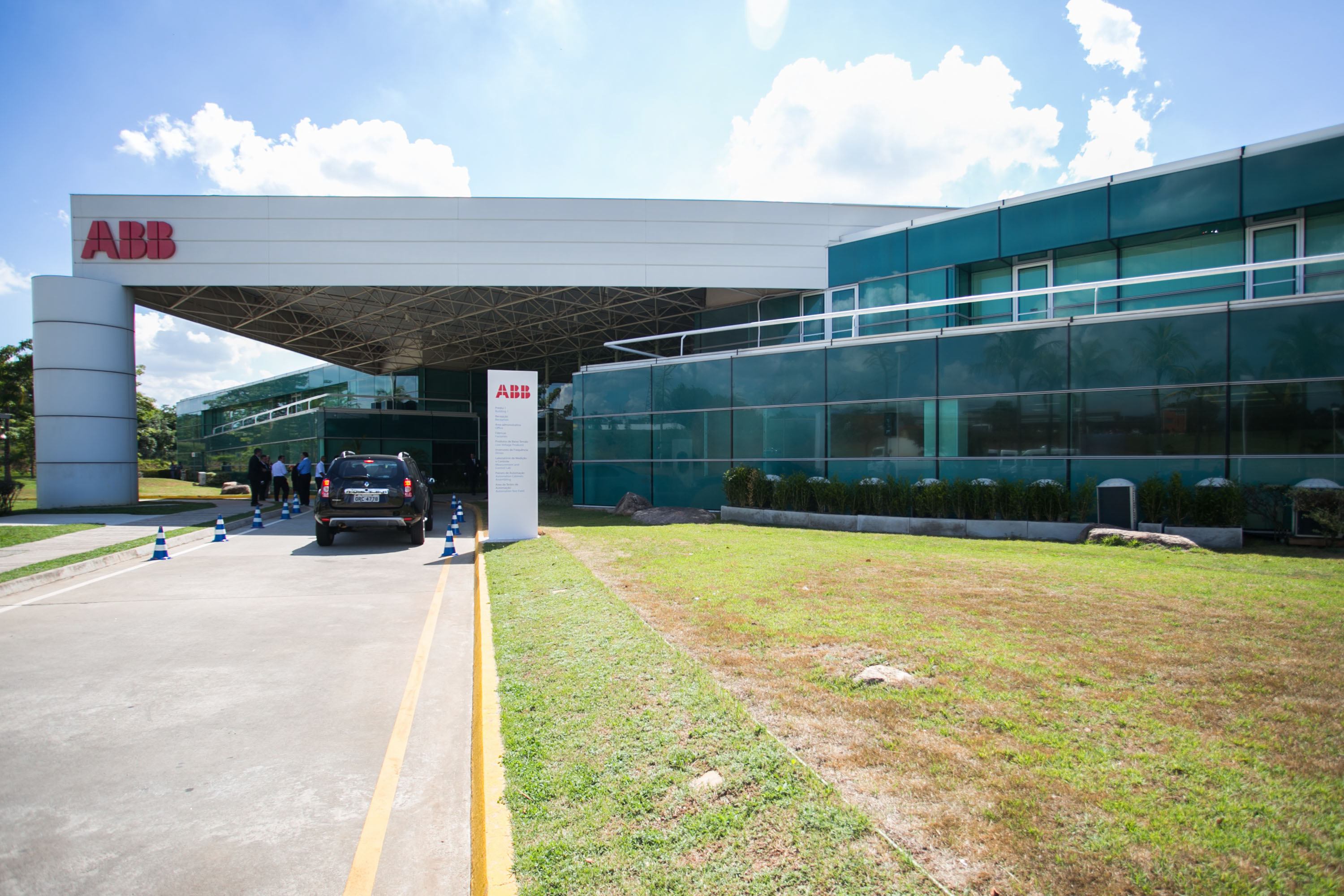
ABB Unidade Sorocaba, inaugurada em 2014.

A história da ABB no Brasil começou em 1912, quando a empresa forneceu os equipamentos para um dos cartões postais do país, o Bondinho do Pão de Açúcar. Em 1954, foi inaugurada a primeira fábrica na cidade de Guarulhos, São Paulo, destinada a produzir dispositivos e sistemas de energia para concessionárias e indústrias. Três anos depois, foi instalada na cidade de Osasco a segunda planta fabril para a produção de robôs, sistemas e soluções de automação. Desde então, a empresa participou dos principais projetos de infraestrutura e industrialização locais e em 2012 completou 100 anos de história no país.
Suas fábricas localizam-se nas cidades de Sorocaba, SP, e Contagem, MG. A empresa mantêm escritório administrativo em São Paulo. O amplo portfólio de produtos, soluções e serviços, incluem contatores e disjuntores até sistemas digitais de controle e automação, painéis de distribuição e robótica industrial.

## ABB na Suécia
A ABB tem cerca de 9 000 empregados em 35 localidades da Suécia.
- Västerås (4 000)
- Ludvika (2 000)
- Mölndal
- Karlskrona

## ABB em Portugal
A ABB tem cerca de 400 empregados em Portugal.
- Paço de Arcos (sede)
- Coimbra
- Perafita